# Greatest Hits (Neil Young)
Greatest Hits è una raccolta del cantante canadese Neil Young, pubblicata nel 2004 dalla Reprise Records.

## Il disco
Greatest Hits (2004) è la terza raccolta della discografia di Neil Young dopo Decade (1977) e Lucky Thirteen (1993). Decade, album in vinile, originariamente triplo (ristampato in un doppio cd), è un'antologia molto completa (con brani inediti) del periodo che va dalla metà anni '60 al 1976; Lucky Thirteen è invece esclusivamente una raccolta del periodo in cui Young incise per la Geffen (1982-1987). Rispetto a queste due raccolte, Greatest Hits vuole offrire al contrario una visuale su quasi l'intera carriera del canadese, peraltro in un unico disco. L'antologia raccoglie infatti materiale dell'autore dal 1969 fino al 1991, ma si focalizza, in particolar modo, sulla produzione anni '70; infatti undici (delle prime dodici tracce) sono presenti anche in Decade.
Tutte le tracce sono state rimasterizzate usando il processo HDCD, processo utilizzato da Young per tutti i suoi lavori dal 1995 in poi. L'album è stato pubblicato anche come DVD Audio, e in una versione a 2 dischi che include la versione audio ed un DVD bonus contenente i video di Rockin' in the Free World e Harvest Moon.
L'album entrò nella classifica Billboard 200 il 4 dicembre 2004 alla posizione 27, e nella prima settimana le vendite si attestarono intorno alle 51 000 copie. Il disco rimase in classifica per 17 settimane. L'album è stato certificato disco d'oro dalla RIAA il 23 gennaio 2006.

## Tracce
1. Down by the River (Neil Young & Crazy Horse, 17 gennaio 1969) - 9:16
2. Cowgirl in the Sand (Neil Young & Crazy Horse, 18 gennaio 1969) - 10:05
3. Cinnamon Girl (Neil Young & Crazy Horse, 20 marzo 1969) - 2:59
4. Helpless - (Crosby, Stills, Nash & Young, 7 novembre 1969) - 3:37
5. After the Gold Rush - (Neil Young, 12 marzo 1970) - 3:46
6. Only Love Can Break Your Heart (Neil Young, 15 marzo 1970) - 3:08
7. Southern Man (Neil Young, 19 marzo 1970) - 5:31
8. Ohio - (Crosby, Stills, Nash & Young, 21 maggio 1970) - 2:59
9. The Needle and the Damage Done (Neil Young, 30 gennaio 1971) - 2:10
10. Old Man (Neil Young & Stray Gators, 6 febbraio 1971) - 3:22
11. Heart of Gold (Neil Young & Stray Gators, 8 febbraio 1971) - 3:07
12. Like a Hurricane (Neil Young & Crazy Horse, 29 novembre 1975) - 8:20
13. Comes a Time (Neil Young, 2 novembre 1977) - 3:04
14. Hey Hey, My My (Into the Black) (Neil Young & Crazy Horse, 22 ottobre 1978) - 4:59
15. Rockin' in the Free World (Neil Young, 10 marzo 1989) - 4:41
16. Harvest Moon (Neil Young, 22 settembre 1991) - 5:03
  - The Loner (Neil Young) - 3:50 (disponibile come singolo 45 giri in abbinamento alla versione in vinile dell'album. La b-side è Sugar Mountain)